# Cargados Carajos
Cargados Carajos (také Saint Brandon) je korálový atol v Indickém oceánu. Je součástí republiky Mauricius a leží 430 km severovýchodně od jejího hlavního města Port Louis. Atol zahrnuje 26 ostrovů na rozloze 190 km², z níž 1,3 km² připadá na pevnou zem. Žije zde asi šedesát lidí, většinou na ostrově Île Raphael, kde je sídlo rybářské společnosti a pobřežní stráže a také se zde nachází místní meteorologická stanice.
Dalšími ostrovy jsou Albatross Island, Îlot du Nord, Îlot Siren, Île Tortue, Île Perle, Île du Sud, Avocare Island, Petite Capitane, Grande Capitane, Mapare Islet, Frigate Islet, Îlote du Paul, Puits A Eau, Baleine Rocks, Île Veronge, Île Poulailer, Palm Islet, Chaloupe, Courson a Coco Island. Ostrovy jsou ploché a písčité, obyvatelé se živí rybolovem, pěstováním kokosových palem a sběrem guána. Neobydlené ostrůvky využívají ke kladení vajec mořské želvy. V okolním moří se hojně vyskytuje řasa Corallina algae. Mělká laguna je vyhledávaná rekreačními potápěči.

## Historie
Ostrovy objevili Arabové okolo roku 600 n. l., v minulosti sloužily jako útočiště pirátů. V letech 1810 až 1968 byly pod britskou správou.